# Sarah Connor (ca sĩ)
Sarah Connor (sinh ngày 13 tháng 6 năm 1980) là một ngôi sao âm nhạc người Đức.
Sarah Connor tên thật là Sarah Lewe sinh ra và lớn lên tại Delmenhorst (Lower Saxony) gần Bremen, Đức. Lúc nhỏ Sarah từng hát trong dàn thánh ca trong nhà thờ, sau đó cô theo học tại một trường âm nhạc. Năm 17 tuổi, Sarah biểu diễn trong một buổi hòa nhạc của Michael Jackson tại Đức. Sau đó cô rời trường năm lớp 12 và gởi các bản demo đến các công ty thu âm dưới cái tên Sarah Grey. Cuối cùng, cô đã ký hợp đồng với Sony BMG năm 2001 với nghệ danh mới là Sarah Connor.
Cô đã kết hôn với nhạc sĩ pop-rock người Mỹ là Marc Terenzi vào năm 2004. Họ có với nhau một bé trai tên là Tyler (sinh năm 2004) và một bé gái tên là Summer (năm 2006).

## Sự nghiệp âm nhạc
Đĩa đơn đầu tiên trong sự nghiệp của Sarah Connor "Let's Get Back To Bed - Boy" đã lọt vào Top 5 ở Đức và Áo, Top 10 Thụy Điển và Top 20 Anh khi phát hành vào đầu năm 2001. Ca khúc tiếp theo: "French Kissing" ("Nụ hôn kiểu Pháp") không thành công lắm khi chỉ vào tối đa #23 tại Đức. Single thứ 3, cũng là single thành công nhất của Sarah: "From Sarah with Love" đã leo lên #1 tại rất nhiều nước như Đức, Thụy Điển và nhiều nước Châu Âu khác. Ca khúc này bán được hơn 750.000 bản trong tuần phát hành đầu tiên. Sau thành công của ba single trên, Sarah đã phát hành album Green Eyed Soul bán được hơn 450.000 bản, đạt #2 Đức đồng thới lọt vào Top 10 của Thụy Điển, Hy Lạp, Bồ Đào Nha, Áo. Nhờ thế mà Sarah dễ dàng đoạt giải "Female National Rock/Pop Artist" tại Echo Awards và Comet Awards.
Tiếp tục thành công của Green Eyed Soul, Sarah phát hành album Vol.2 Unbelievable vào năm 2002. Single đầu tiên trích từ album này là One Nite Stand (Of Wolves And Sheep) hát cùng Wyclef Jean, cũng lọt vào Top 5 ở Đức. Một điều đấy bất ngờ là album Unbelievable nhanh chóng đạt Đĩa vàng chỉ sau 48 giờ.
Các single tiếp theo trong album này là "Skin On Skin", "It's Unbelievable" và "Bounce" cũng đạt thứ hạng cáo trong bảng xếp hạng và theo thứ tự lần lượt là #5 #16 #12. Ở Việt Nam, bài "Skin On Skin" được làm nhạc nền quảng cáo mỹ phẩm E'zup.
Trong sự vui mừng khi có mang bé Tyler, Sarah tiếp tục phát hành album Vol.3 Key To My Soul' vào tháng 11 năm 2003. Các single trích từ album này lần lượt được phát hành và đồng thời leo lên #1 một cách dễ dàng, các đĩa đơn gồm "Music Is The Key", "Just One Last Dance",... Thậm chí đĩa đơn "Just One Last Dance" còn dẫn đầu nhiều nước khác và lọt vào Top 20 của World Chart Top 40. Sau đó, Sarah nghỉ vài tháng để sinh bé Tyler.
Năm 2004, Sarah trở lại với đĩa đơn "Living To Love You" (Trích trong album Naughty But Nice) dễ dàng No.1 trên Chart của Đức, Thụy Điển. Đến tháng 3 năm 2005, ca khúc "From Zero to Hero" được chọn làm nhạc phim cho phim hoạt hình Robot, đó là #1 thứ năm của Sarah tại Đức và nhiều nước khác.
Mùa hè 2005, Sarah và Marc bắt tay vào làm show truyền hình thực tế với tên Sarah and Marc in love. Series truyền hình này đã giúp cho sự nghiệp solo của Marc khá thành công. Và hai người đã đám cưới lại 1 lần nữa vào cuối tháng 7 tại Tây Ban Nha. Marc đã viết ca khúc "Love to be loved by you" tặng cho Sarah và ca khúc này đã trở thành 1 hit của anh. Bài hát này được khá nhiều bạn trẻ Việt Nam yêu thích.
Tháng 12 năm 2005, Sarah đã phát hành album Giáng Sinh với tên gọi Christmas in My Heart. Ca khúc cùng tên trích từ album này chỉ lên được #4 tại Chart của Đức.
Tháng 8 năm 2008, Cô cũng đã phát hành album Sexy As Hell

## Các giải thưởng

#### 2001
- Comet - "Best National Newcomer" (Nghệ sĩ trẻ xuất sắc nhất)
- Top Of The Pops Award - "Best German Newcomer" (Nghệ sĩ Đức xuất sắc nhất)

#### 2002
- ECHO - "Best National Female Rock/Pop" (Nữ ca sĩ Rock/Pop xuất sắc nhất)
- Bravo Otto (Silver) - "Best Female Singer" (Nữ ca sĩ xuất sắc nhất)
- Radio Regenbogen Award - "Hit 2001" (From Sarah with Love)
- Goldene Europa - "Most Successful German Female Singer" (Nữ ca sĩ Đức thành công nhất)
- Maxim Woman of the Year - Popstar

#### 2003
- Radio Hamburg Award - "Best National Female Pop Act" (Nữ ca sĩ Pop xuất sắc nhất)
- Bravo Otto (Bronze) - "Best Female Singer" (Nữ ca sĩ xuất sắc nhất)

#### 2004
- World Music Award - "Best Selling German Artist" (Nghệ sĩ Đức có lượng phát hành nhiều nhất)
- Neo Award - "Most Successful Download Album" (Key To My Soul) (Album được tải về nhiều nhất))

#### 2005
- Diva Awards - Music Artist Of The Year (Ca sĩ của Năm)
- Goldenen Kamera - Pop National
- Bravo Otto (Gold) - "Best Female Singer" (Nữ ca sĩ xuất sắc nhất)
- Comet - "Best Female Singer" (Nữ ca sĩ xuất sắc nhất)

## Danh sách đĩa nhạc
| - Green Eyed Soul (2001) - Unbelievable (2002) - Key to My Soul (2003) - Naughty but Nice (2005) - Soulicious (2007) - Sexy as Hell (2008) - Real Love (2010) | - Sarah Connor (2004) - Christmas in My Heart (2005) |

## Lưu diễn
- Green Eyed Soul Tour (2002)
- Sarah Connor Live (2003–2004)
- Naughty but Nice Tour (2005)
- Sexy as Hell Tour (2009)